# Whernside
El Whernside és un cim del Regne Unit que es troba al Parc Nacional dels Yorkshire Dales i que s'aixeca 736 metres per sobre el nivell del mar. És el més alt dels tres cims que s'emmarquen en la ruta de senderisme i cursa de muntanya Yorkshire Three Peaks, juntament amb el Pen-y-Ghent i l'Ingleborough.